# NGC 6212
NGC 6212 est une galaxie spirale relativement éloignée et située dans la constellation d'Hercule. Sa vitesse par rapport au fond diffus cosmologique est de 9 053 ± 3 km/s, ce qui correspond à une distance de Hubble de 133,5 ± 9,4 Mpc (∼435 millions d'al). NGC 6212 a été découverte par l'astronome français Édouard Stephan en 1870.
NGC 6212 est une galaxie active de type Seyfert 1,.

## Classification
Bien que certaines sources consultées classifient cette galaxie comme compacte (C) ou même comme elliptique compacte, NGC 6212 est définitivement une galaxie spirale (Sb) ou (SA(sr)b). Les bras spiraux très fins et très enroulés de NGC 6212 pourraient lui valoir également le qualitatif de galaxie particulière (pec), mais ceux-ci ne sont visibles que sur l'image réalisée par un amateur inconnu en utilisant les données du télescope spatial Hubble disponibles sur site « Hubble Legacy Archive ». On pourrait aussi ajouter en regardant cette image que NGC 6212 présente un noyau en retrait (RET, retired nucleus).

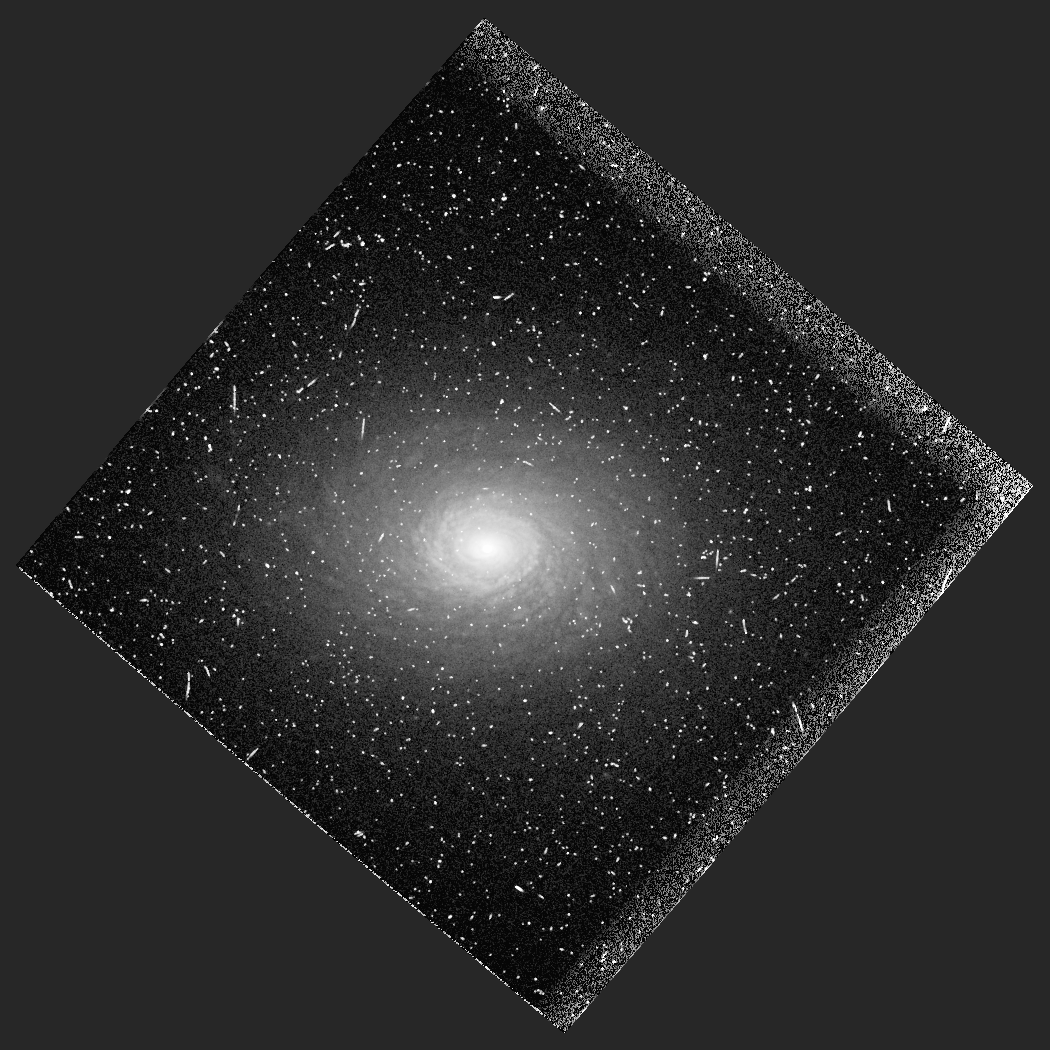
Les fins bras spiraux sont parfaitement visibles sur cette image du télescope spatial Hubble.